# よしもとエンタテイメントステーションGOYŌDA
よしもとエンタテイメントステーションGOYŌDA（よしもとエンタテイメントステーションごようだ）は、ラジオ大阪とYES・fmのコラボレーションによるラジオ番組（製作はアイ・ティ・エスで、YES・fmがその番組を同時ネットしている）。月曜～金曜の夜22:00～24:00放送。

## 概要
- 吉本興業所属で、うめだ花月を中心に活動する若手お笑い芸人がパーソナリティを日替わりで務める。
- 2003年1月のスタート当初は出演芸人がbaseよしもとで活動していたため、「baseよしもとGOYŌDA」という番組名だったが、同年7月より現在の番組名になった。
- しかし、OBC夜間枠の大幅見直しのため2006年3月で放送終了となり、OBCは「Baseよしもとガンラジ」（月曜～木曜23:00～24:00）に、YES・fmは「ヨシモト＊chatterbox!」（月曜～金曜21:00～22:00）に系譜された（担当芸人はそれぞれ異なる）。その後$10、ビッキーズはchatterbox!に異動（ビッキーズは金曜日へ移った）。
- ブース（ラジオ大阪）は観覧できるが警備や終電の問題から23:00になると退場させられた。
- ジングルはYES・fmのものをベースにしていた（音楽は同じもので、曜日ごとに担当芸人が「○○のGOYŌDA!」と叫ぶ）
- 2006年4月以降金曜日はアニラジ番組を東京支社から生放送している。（詳細は1314V-STATIONを参照）
- 一時期、フットボールアワーはこの番組と同じ時間に放送されている「ナニワ音楽ショウ」（MBSラジオ)と掛け持ちしていた。

## 出演者
- 月曜日：$10（テンダラー）
- 火曜日：フットボールアワー→ビッキーズ
- 水曜日：ランディーズ
- 木曜日：サバンナ
- 金曜日：チュートリアル
- アシスタント：阿部飛鳥→高橋彩（月～金→月・金）／千原麻未（火～木）

## 全曜日共通コーナー
- どっちがどっち
- ご飯歳時記
- Meの周りYouの周り（先週一週間の出来事を紹介する）
- なんでもランキング（毎回テーマごとにリスナーのランキングを発表する、スタートから暫くNTT DoCoMo関西がスポンサーに付いていた）
- 日刊ファメール［旧FAXトーク］（毎回テーマにそった内容を送るコーナー）

## 曜日ごとのコーナー
月曜日
- 合いの手48手→合いの手百烈拳（浜本がいろんな曲に合いの手をつけていく）
- 阪神タイガースウィークリーニュース（白川がタイガースの情報を熱く語る）

火曜日
- しりとりばっかりしてんとはよお風呂入りのコーナー
- ザ･木部ショー
- めめめーめ めーめめ
- SAY YES

水曜日
- あんた、電話やで！
- GOYODAベタ辞典
- ジャッチ ザ センス　僕VS私「こんなとき何ていう？」
- 答えて、マミ君！
- おまかせリクエスト
- 三つ巴バトル
- 教えて、たーちん!
- 男高井の渇入れ道場

木曜日
- サバンナのGet the LOTTE!（サバンナ、アシスタントが食べるお菓子を当てる）
- 勇気を出して、初めての大喜利
- 茂藤幸三のど根性テレフォン
- 八木ちゃんのだいぶ勘にぶいなぁ～
- 覚にい彩ネエの真夏の果実

金曜日
- 二村択也 略して二択
- 腐った福田の方程式
- ひっくりがえしたったらええねん!
- 成り行きまかせのコーナー
- 宗家 徳井流降霊術
- ヨギータ生ステクリニック
- ほんまにほんまにほんまです
- やわらかなコーナー
- この音、なになになーになに

## スタッフ
- ディレクター
  - 月曜：谷垣和歌子　
  - 火曜：谷口仁則　
  - 水・木曜：徳原由華　
  - 金曜：木谷綾子
- AD
  - 吉井大二郎　
  - 田上佳代

### 過去のスタッフ
- 川邑雄一郎
- 安達澄子
- 藤原真美
- 木村さとし